# Стефанув-Барчевський-Друґі
Стефанув-Барчевський-Друґі (пол. Stefanów Barczewski Drugi) — село в Польщі, у гміні Бжезньо Серадзького повіту Лодзинського воєводства.
Населення — 122 особи (2011).
У 1975-1998 роках село належало до Серадзького воєводства.

## Демографія
Демографічна структура станом на 31 березня 2011 року:
|          | Загалом | Допрацездатний вік | Працездатний вік | Постпрацездатний вік |
| -------- | ------- | ------------------ | ---------------- | -------------------- |
| Чоловіки | 51      | 12                 | 33               | 6                    |
| Жінки    | 71      | 17                 | 37               | 17                   |
| Разом    | 122     | 29                 | 70               | 23                   |